# 高橋秀実
髙橋 秀実（たかはし ひでみね、1961年〈昭和36年〉- 2024年11月13日）は、日本のノンフィクション作家である。

## 来歴
神奈川県横浜市出身。中区上野町の幼稚園に通い、後に保土ケ谷区へ引っ越しした。
神奈川県立希望ヶ丘高等学校を卒業後、大学進学を機に東京に移り、東京外国語大学モンゴル語学科を卒業。テレビ番組制作会社のADを経て、フリーのライターとなる。
元ボクサーで、ボクシングのジムトレーナーを務めていた経験も持つ。
1992年8月、平凡社より『TOKYO外国人裁判』を出版。
1995年、アメリカから帰国した村上春樹のもと、地下鉄サリン事件被害者に対する取材のリサーチャーを押川節生と共につとめる。計60人におよぶ証言は、1997年3月刊行の村上春樹著『アンダーグラウンド』（講談社）にまとめられた。
2011年、『ご先祖様はどちら様』で第10回小林秀雄賞を受賞。
2012年に出版した『「弱くても勝てます」 開成高校野球部のセオリー』は翌年第23回ミズノスポーツライター賞優秀賞を受賞し、2014年には『弱くても勝てます 〜青志先生とへっぽこ高校球児の野望〜』として同年4月から6月まで日本テレビ系列にてテレビドラマ化された。
2024年11月13日、胃がんのため川崎市の病院で死去。62歳没。

## 人物
2007年、横浜中法人会のインタビューに答えた際、小説を書かずにノンフィクション作家である理由として「自由が苦手」と述べた。
村上春樹は高橋について次のように評している。「高橋秀実さんはちょっと変わった人で、会うたびにいつも『いや、困りました。弱りました』と言っている。背も高く、体つきもよく、だいたい日焼けしていて（取材焼けかもしれない）、真っ黒な髭まではやしていて、昔ふうに言えばまさに『偉丈夫』というところである」。

## 著書
- 『TOKYO外国人裁判』（平凡社 1992年）
- 『ゴングまであと30秒』（草思社 1994年／『平成兵法心持。新開ジムボクシング物語』と改題して中公文庫 2004年）
- 『にせニッポン人探訪記 帰ってきた南米日系人たち』（草思社 1995年）
- 『素晴らしきラジオ体操』（小学館 1998年／小学館文庫 2002年）
- 『からくり民主主義』（草思社 2002年／新潮文庫 2009年）
- 『トラウマの国』（新潮社 2005年／『トラウマの国ニッポン』と改題して新潮文庫 2009年）
- 『センチメンタルダイエット』（アスペクト 2005年／『やせれば美人』と改題して新潮文庫 2008年）
- 『はい、泳げません』（新潮社 2005年／新潮文庫 2007年）
- 『趣味は何ですか?』（角川書店 2010年／角川文庫 2012年）
- 『おすもうさん』（草思社 2010年）
- 『ご先祖様はどちら様』（新潮社 2011年／新潮文庫 2014年）
- 『結論はまた来週』（角川書店 2011年）
- 『「弱くても勝てます」 開成高校野球部のセオリー』（新潮社 2012年／新潮文庫 2014年）
- 『男は邪魔！』（光文社新書 2013年）
- 『損したくないニッポン人』（講談社現代新書 2015年)
- 『不明解日本語辞典』（新潮社 2015年／新潮文庫 2018年）
- 『やせれば美人』（新潮文庫 2008年／PHP研究所 2015年）
- 『人生はマナーでできている』（集英社 2016年）
- 『日本男子♂余れるところ』（双葉社 2017年）
- 『定年入門　イキイキしなくちゃダメですか』（ポプラ社 2018年）
- 『パワースポットはここですね』（新潮社 2019年）
- 『悩む人』（文藝春秋 2019年）
- 『一生勝負　マスターズ・オブ・ライフ』（文藝春秋 2020年）
- 『道徳教室　いい人じゃなきゃダメですか』（ポプラ社 2022年）
- 『おやじはニーチェ　認知症の父と過ごした436日』（新潮社 2023年）
- 『ことばの番人』（集英社インターナショナル 2024年）

## 映像化作品
- テレビドラマ『弱くても勝てます 〜青志先生とへっぽこ高校球児の野望〜』（2014年4月 - 6月、日本テレビ、主演：二宮和也）
- 映画『はい、泳げません』（2022年、主演：長谷川博己）